# Discografia degli Happoradio
Questa pagina contiene l'intera discografia degli Happoradio dagli esordi fino ad ora

## Album in studio
| Anno | Album                        | Posizione | Vendite | Certificazione   |
| ---- | ---------------------------- | --------- | ------- | ---------------- |
| 2003 | Asemalla                     | 24        | -       | -                |
| 2004 | Pienet ja keskisuuret elämät | 28        | -       | -                |
| 2006 | Vuosipäivä                   | 23        | -       | -                |
| 2008 | Kaunis minä                  | 1         | 42 994  | Disco di platino |
| 2010 | Puolimieli                   | 1         | 15 391  | Disco d'oro      |
| 2014 | Elefantti                    | 1         | -       | -                |

## Raccolte
| Anno | Album            | Posizione | Vendite | Certificazione |
| ---- | ---------------- | --------- | ------- | -------------- |
| 2011 | Jälkiä 2001-2011 | 6         | 11 042  | Disco d'oro    |

## Singoli
| Anno | Singolo                   | Posizione | Posizione | Posizione | Vendite | Certificazione | Album                                                    |
| Anno | Singolo                   | SL        | LL        | RL        | Vendite | Certificazione | Album                                                    |
| ---- | ------------------------- | --------- | --------- | --------- | ------- | -------------- | -------------------------------------------------------- |
| 2002 | Pahoille teille           | 19        | -         | -         | -       | -              | Asemalla                                                 |
| 2003 | Sinä                      | 13        | -         | -         | -       | -              | Asemalla                                                 |
| 2003 | Pois kalliosta            | -         | -         | -         | -       | -              | Asemalla                                                 |
| 2003 | Ikävä ihollesi            | -         | -         | -         | -       | -              | Asemalla                                                 |
| 2004 | Kaupunki täynnä ihmisiä   | 14        | -         | -         | -       | -              | Pienet ja keskisuuret elämät                             |
| 2004 | Tanssi                    | -         | -         | -         | -       | -              | Pienet ja keskisuuret elämät                             |
| 2004 | Linnusta sammakoksi       | -         | -         | -         | -       | -              | Pienet ja keskisuuret elämät                             |
| 2005 | Hitaasti                  | -         | -         | -         | -       | -              | Pienet ja keskisuuret elämät                             |
| 2006 | Tavikset                  | -         | -         | -         | -       | -              | Vuosipäivä                                               |
| 2006 | HC-sää                    | -         | -         | -         | -       | -              | Vuosipäivä                                               |
| 2006 | Suru on                   | -         | -         | -         | -       | -              | Vuosipäivä                                               |
| 2007 | Unelmia ja toimistohommia | -         | 16        | -         | -       | -              | Melkein vieraissa - Tribuutti Leevi and the Leavingsille |
| 2008 | Hirsipuu                  | -         | 21        | -         | -       | -              | Kaunis minä                                              |
| 2008 | Che Guevara               | 2         | 2         | 89        | 8 157   | Disco d'oro    | Kaunis minä                                              |
| 2008 | Puhu äänellä jonka kuulen | 3         | 3         | 91        | 6 362   | Disco d'oro    | Kaunis minä                                              |
| 2009 | Olette kauniita           | -         | 19        | -         | -       | -              | Kaunis minä                                              |
| 2010 | Ihmisenpyörä              | 14        | 13        | 96        | -       | -              | Puolimieli                                               |
| 2010 | Pelastaja                 | 5         | 5         | 43        | -       | -              | Puolimieli                                               |
| 2011 | Ahmat tulevat             | -         | -         | -         | -       | -              | Puolimieli                                               |
| 2011 | Anna anteeksi             | -         | -         | -         | -       | -              | Puolimieli                                               |
| 2011 | Rakkaus                   | -         | 28        | -         | -       | -              | Jälkiä 2001-2011                                         |
| 2011 | Hiljaa niin kuin kuolleet | -         | -         | -         | -       | -              | Jälkiä 2001-2011                                         |
| 2012 | Sinä (2011)               | -         | -         | -         | -       | -              | Jälkiä 2001-2011                                         |
| 2013 | Sinä ja hän               | -         | -         | 2         | -       | -              | Elefantti                                                |
| 2014 | Luonasi on linnani        | -         | -         | -         | -       | -              | Elefantti                                                |
| 2014 | Vakava nainen             | -         | -         | 26        | -       | -              | Elefantti                                                |

## Video musicali
| Anno | Singolo                   | Regista                          | Video  |
| ---- | ------------------------- | -------------------------------- | ------ |
| 2003 | Sinä                      | Tero Markus Rajala               | [ 23 ] |
| 2003 | Pois Kalliosta            | Tuukka Temonen                   | [ 24 ] |
| 2004 | Linnusta sammakoksi       | -                                | [ 25 ] |
| 2005 | Linnusta sammakoksi       | Aleksi Koskinen                  | [ 26 ] |
| 2006 | Tavikset                  | Kusti Manninen                   | [ 27 ] |
| 2006 | Suru on                   | Mikko Kallio                     | [ 28 ] |
| 2008 | Hirsipuu                  | Kusti Manninen                   | [ 29 ] |
| 2008 | Che Guevara               | Kusti Manninen e Jaakko Manninen | [ 30 ] |
| 2008 | Puhu äänellä jonka kuulen | Ari Matikainen                   | [ 31 ] |
| 2009 | Olette kauniita           | Jussi Mäkelä                     | [ 32 ] |
| 2010 | Pelastaja                 | Hannu Aukia                      | [ 33 ] |
| 2011 | Ahmat tulevat             | Ari Matikainen                   | [ 34 ] |
| 2011 | Rakkaus                   | Kusti Manninen                   | [ 35 ] |
| 2011 | Hiljaa niin kuin kuolleet | Jaani Kivinen                    | [ 36 ] |
| 2013 | Sinä ja hän               | Ville Juurikkala                 | [ 37 ] |
| 2014 | Luonasi on linnani        | -                                | [ 38 ] |